# Матвеев, Николай Степанович (генерал)
Никола́й Степа́нович Матве́ев (15 февраля 1897,  Тюмень, Тобольская губерния, Российская империя — 19 июня 1979, Москва, СССР) — советский военачальник, генерал-лейтенант (13.09.1944)

## Биография
Родился 15 февраля 1897 года в городе Тюмень в семье рабочего. Русский. В июне  1914 года окончил Тюменское городское высшее начальное училище.  С августа 1914 года работал на телеграфе учеником, а затем надсмоторщиком линий связи в Тюмени и  Омске.

### Военная служба

#### Первая мировая война и Революция
В августе 1915 года добровольно поступил на службу Русскую императорскую армию и был направлен в 1-ю Омскую школу прапорщиков. После окончания школы был направлен  на  Юго-Западный фронт.  Служил в  52-м  Виленском пехотном полку 13-й пехотной дивизии, а затем в Севастопольском 75-м пехотном полку 19-й пехотной дивизии, где проходил службу командиром взвода и роты. С июня по  сентябрь 1916 года принимал участие в Брусиловском прорыве.
Октябрьскую революцию встретил воюя против войск Кайзеровской Германии в районе Гусятина, Каменец-Подольского. К тому времени был выбранным солдатами и утверждён полковым комитетом командиром третьей роты 75-го стрелкового полка. В апреле 1918 года по демобилизации  поручик Матвеев возвратился на родину- в Тюмень, а затем на место прежней работы на телеграф города Омска, где работал старшим телеграфистом.

#### Гражданская война
С июля 1918 года служит  командиром взвода связи в 13-м Омском Сибирском стрелковом полку 4-й Сибирской  стрелковой дивизии (Сибирская добровольческая армии адмирала А. В. Колчака). В феврале 1919 года заболел и дезертировал, за что с марта того же года находился в заключении в тюрьме города Омска. С ноября 1919 года проживал у родителей в городе Тюмень.
В ряды Красной Армии был призван в июне 1920 года и проходил службу в особой Уральской бригаде Приуральского военного округа командиром взвода связи, а с июля того же года командиром отдельной роты связи бригады. Во время службы  в составе  бригады на Кавказе участвовал в разгроме войск Врангеля, ликвидации восстания в Чечне.

#### Межвоенные годы
С июня 1922 года - командир отдельной роты связи и начальник связи 3-й Кавказской стрелковой дивизии Отдельной Кавказской армии. Во врмя службы в дивизии окончил курсы усовершенствования комсостава связи при Ленинградской школе связи.  Участвовал в ликвидации восстания в Грузии.  С декабря 1927 года - командир 8-го полка связи Северо-Кавказского военного округа. В октябре 1936 года был назначен начальником отделения проводного факультета Высшей военной электротехнической школы комсостава РККА, а затем, в январе 1937 года — начальником курса этого факультета. В октябре 1939 года назначен начальником связи 9-й армии, вместе с армией принял участие Советско-финской войне, за боевые отличия в которой был награждён орденом Красной Звезды. С мая 1940 года- старший преподаватель Военной электротехнической академии связи.

#### Великая Отечественная война
С началом  войны в прежней должности.  2 июля 1941 года -  полковник Матвеев назначен  начальником связи 14-й армии, а 28 июля 1941 года был утвержден заместителем начальника связи Северо-Западного фронта, а в августе  вступил в командование войсками связи этого фронта. В этот период проявил себя с самой лучшей стороны. Так, во время боев в районе Шимска в 60 км к юго-западу от Новгорода им был оборудован передовой пункт управления фронта.  Несмотря на тяжелую обстановку, связь передового пункта обеспечила командующему фронтом возможность осуществлять управление войсками при контрударе. Связь с 11-й армией, наносящей контрудар, поддерживалась по радио, проводными и подвижными средствами. Также поддерживалась связь со штабом фронта, с Генштабом, штабами 27-й и 48-й армий, а также со штабами соседних фронтов. Она осуществлялась через узел связи фронта, находившийся в Новгороде. 
23 апреля 1943 года генерал-майор Матвеев был назначен начальником связи Северо-Кавказского фронта, 20 июня этого же года начальником связи Степного фронта и участвовал Курской битве, Белгородско-Харьковской операции.  20 октября 1943 года Степной фронт был преобразован во 2-й Украинский и участвовал в Пятихатской и Знаменской операциях по расширению плацдарма, захваченного на правом берегу Днепра, на участке от Кременчуга до Днепропетровска, и к 20 декабря вышел на подступы к Кировограду и Кривому Рогу. В ходе стратегического наступления Красной Армии на Правобережной Украине зимой 1944 года войска фронта провели Кировоградскую операцию, а затем во взаимодействии с войсками 1-го Украинского фронта — Корсунь-Шевченковскую операцию. Весной 1944 года фронт осуществил Уманско-Ботошанскую операцию. Во взаимодействии с 1-м Украинским фронтом была рассечена полоса обороны немецкой группы армий «Юг», освобождена значительная часть Правобережной Украины и Молдавии, его войска вступили в пределы Румынии. 
С 3 июня 1944  года  — начальник связи 4-го Украинского фронта. В сентябре-октябре 1944 года его войска вместе 1-м Украинским фронтом  участвовали в Восточно-Карпатской стратегической операции, в ходе которой освободили Закарпатскую Украину и часть территории Чехословакии, оказали помощь Словацкому национальному восстанию. В январе-феврале 1945  года войска фронта во взаимодействии с войсками 2-го Украинского фронта осуществили Западно-Карпатскую стратегическую операцию, освободили южные районы Польши и  значительную часть Чехословакии. Ударом южнее Кракова фронт обеспечил с юга наступление советских войск на Варшавско-Берлинском направлении. В марте — начале мая войска фронта в результате Моравско-Остравской наступательной операции очистили от  немцев промышленный район Моравска-Острава и создали условия для продвижения в центральную часть Чехословакии. Затем они участвовали в Пражской стратегической операции, в результате которой была полностью освобождена территория Чехословакии. Во всех этих операциях связисты под командованием Матвеева продемонстрировали свое мастерство, доблесть и отвагу.
За время войны генерал Матвеев был 14 раз персонально упомянут в благодарственных в приказах Верховного Главнокомандующего

#### Послевоенное время
16 июля 1945 года генерал-лейтенант Матвеев  был назначен начальником Высшей офицерской школы связи в Киеве.  24 июня 1946 года его перевели в Москву в Высшую Военную академию им. К. Е. Ворошилова — начальником кафедры связи.  В рамках преподавания дисциплины «Связь в операциях» были разработаны руководящие документы по видам и родам Вооружённых Сил с учетом опыта Великой Отечественной войны. В целях решения этих проблем кафедра связи была укомплектована преподавателями, бывшими начальниками связи армий. 29 сентября 1950 года генерал-лейтенант  Матвеев был уволен в отставку по болезни. 
После выхода в отставку проживал в Москве.  Умер 19 июня 1979 года, похоронен на  Кунцевском кладбище Москвы.

## Награды
СССР
- орден Ленина (30.04.1945)[5][6]
- три ордена Красного Знамени (06.11.1941[7], 03.11.1944[8][6], 28.10.1950[9][6])
- орден Суворова II степени (31.05.1945)[10]
- орден Кутузова II степени (19.01.1944)[11]
- орден Отечественной войны I степени (27.08.1943)[12]
- орден Красной Звезды (21.05.1940)[13]
- медали в том числе:
  - «XX лет Рабоче-Крестьянской Красной Армии»
  - «За оборону Ленинграда»
  - «За оборону Кавказа»
  - «За Победу над Германией в Великой Отечественной войне 1941—1945 гг.»
  - «За освобождение Праги» (1945)
  - «Ветеран Вооружённых Сил СССР» (1976)

Приказы (благодарности) Верховного Главнокомандующего в которых отмечен Н. С. Матвеев
- За преодоление Карпатского хребта и, овладение перевалами – Лупковский, Русский, Ужокский, Верецкий, Вышковский, Яблоницкий, Татарский, продвижение в глубь территории Чехословакии от 20 до 50 километров на фронте протяжением 275 километров. 18 октября 1944 года № 198
- За овладение на территории Чехословацкой республики промышленным центром Закарпатской Украины городом Мукачево – важным узлом коммуникаций и опорным пунктом обороны противника у южных отрогов Карпат. 26 октября 1944 года № 206
- За овладение на территории Чехословацкой республики главным городом Закарпатской Украины Ужгород – крупным узлом коммуникаций и важным опорным пунктом обороны противника. 27 октября 1944 года № 207
- За овладение на территории Чехословакии городами Михальовце и Гуменне – важными узлами коммуникаций и опорными пунктами обороны противника. 6 ноября 1944 года № 211
- За овладение окружным центром Венгрии городом Шаторальяуйхель – важным узлом коммуникаций и опорным пунктом обороны противника. 3 декабря 1944 года № 215
- За форсирование рек Вислока и Дунаец и овладение городами Ясло и Горлице – важными опорными пунктами обороны немцев на краковском направлении. 19 января 1945 года. № 229
- За овладение на территории Польши городом Новы-Сонч и на территории Чехословакии городами Прешов, Кошице и Бардеёв – важными узлами коммуникаций и опорными пунктами обороны немцев. 20 января 1945 года. № 234
- За овладение городами Вадовице, Спишска-Нова-Вес, Спишска-Стара-Вес и Левоча – важными узлами коммуникаций и опорными пунктами обороны немцев. 27 января 1945 года. № 260
- За овладение городом Бельско – крупным узлом коммуникаций и мощным опорным пунктом обороны немцев на подступах к Моравской Остраве. 12 февраля 1945 года. № 275
- За овладение штурмом городом Опава (Троппау) — важным узлом дорог и сильным опорным пунктом обороны немцев. 23 апреля 1945 года. № 341
- За овладение городом Моравска-Острава – крупным промышленным центром и мощным опорным пунктом обороны немцев в Чехословакии и городом Жилина – важным узлом дорог в полосе Западных Карпат. 30 апреля 1945 года. № 353
- За овладение городами Богумин, Фриштат, Скочув, Чадца и Великая Битча – важными узлами дорог и сильными опорными пунктами обороны немцев в полосе Западных Карпат. 1 мая 1945 года. № 356
- За овладение городом Цешин – важным узлом дорог и сильным опорным пунктом обороны немцев. 3 мая 1945 года. № 361
- За овладение городом и крупным железнодорожным узлом Оломоуц – важным опорным пунктом обороны немцев на реке Морава. 8 мая 1945 года. № 365

Других государств
 Чехословакия:
- орден Белого льва «За Победу» II степени;
- два Чехословацких Военных креста 1939—1945 годов;

 ПНР:
- орден «Крест Грюнвальда» III степени;
- медаль «За вашу и нашу Свободу»

## Память
- В апреле 2021 года в честь Героя в Заречном микрорайоне города Тюмени появилась улица Николая Матвеева, также обсуждается вопрос о присвоении имени Матвеева школе, которая будет построена в этом районе и  установке памятника или бюста генерал-лейтенанту Матвееву[15].
- В 2021 году в честь Героя был снят документальный фильм «Генерал»